# Ramon Homedes i Vallès
Ramon Homedes i Vallès (L'Havana, Cuba, 17 de gener de 1919 - Barcelona, 7 de novembre de 1988) fou un futbolista cubà-català de la dècada de 1940.

## Trajectòria
Jugava a la posició d'extrem dret. Jugà al FC Barcelona la segona meitat de la dècada de 1930. Jugà principalment a l'equip amateur o reserva, amb intervencions puntuals al primer equip. La temporada 1937-38 guanyà el Campionat de Catalunya i la Lliga Catalana, i la 1939-40 fou titular habitual a primera divisió, amb el primer equip. En total disputà 44 partits i marcà 10 gols. Durant la dècada de 1940 jugà a diversos clubs catalans, com foren: el Gimnàstic de Tarragona (1941-42), la UE Lleida (1942-43), el CF Vilanova (1943-45), l'FC Santboià (1945-46), el CE Sant Celoni (1946-47), el Palamós CF (1947-48), el Campdevànol (1948-49) i l'Olímpic (1949-50).

## Palmarès
- Campionat de Catalunya de futbol:
  - 1937-38
- Lliga Catalana:
  - 1937-38